# Ёлки-палки!
«Ёлки-палки!» — радянський художній фільм 1988 року за мотивами оповідань  Василя Шукшина «Штрихи до портрета», «Наполегливий», «Сильні йдуть далі».

## Сюжет
Дія фільму відбувається в маленькому провінційному містечку на березі моря. Це історія винахідника-одинака, самоучки і ентузіаста. На вигляд герой фільму, телемеханік Микола Князєв (Сергій Никоненко), абсолютно нормальна людина. Однак відмова від радощів звичайного життя і «геніальні думки», що тісняться в його голові, перетворюють його на винахідника і філософа, невичерпного на геніальні глобальні ідеї — він конструює вічний двигун, «винаходить велосипед», роками складає філософський трактат про державу, намагаючись викласти свої ідеї кожному зустрічному, посилаючи листи і в Академію наук, і в ЮНЕСКО, марно чекаючи, як і решта подібних «геніїв», відповіді. Словом, витає в емпіріях і дивиться зверхньо на інших мешканців грішній землі, «що не розуміють суті». Але розуміють його хіба що діти, а більшість земляків вважають його злегка божевільним.
В кінці фільму герой тоне у хвилях бурхливого моря, але його рятують підоспілі молоді люди. Ця подія стає поворотною в його житті, він розуміє, що все, пора «зупинитися» і твердо вирішує одружитися з працівницею пошти Любою, яка хоче вийти за нього заміж і яку давно сватає йому його сестра. Хоча в фіналі він все-таки знову говорить, своєму другові, хлопчику: «Я винайшов двигун… Не вічний, але дуже-дуже потужний, а величиною з сірникову коробку…».

## У ролях
- Сергій Никоненко —  Микола Миколайович Князєв
- Катерина Вороніна —  Люба
- Ілля Тюрін —  Вовик
- Леонід Куравльов —  електрик Володя
- Леонід Ярмольник —  Гриша Кайгородов
- Євген Євстигнєєв —  Юрій Вікторович, художник-гример з Томська
- Георгій Бурков —  дільничний
- Галина Польських —  Клава, сестра Миколи Князєва
- Іван Рижов —  дід
- Геннадій Матвєєв —  міліціонер
- Андрій Вертоградов —  міліціонер
- Світлана Орлова —  дружина Грицька
- Ірина Цивіна —  Іра
- Вадим Захарченко —  доктор

## Знімальна група
- Автор сценарію і режисер-постановник:  Сергій Никоненко
- Оператор-постановник: Микола Пучков
- Художник-постановник: Юрій Константинов